# Prostituție intelectuală
Prostituția intelectuală reprezintă o folosire degradantă a propriilor calități, a propriului talent, fiind o formă de înjosire prin care inteligența și serviciile intelectuale (consiliere, concepție, elaborare etc.) ale unei unei persoane, sunt puse la dispoziția unei instituții, individ sau unei autorități, pentru foloase directe materiale și fără un atașament ideologic/sufletesc real față de cel/cea căruia/căreia persoana respectivă se "vinde".
Pentru activitatea științifică academică, dată fiind existența unei piețe în care supremația consumatorului poate să domine, adaptarea la cerințele acestuia poate fi văzută ca fiind un fel de prostituție intelectuală.

## Definiții personalizate
- Prostituție intelectuală înseamnă să-ți pui la dispoziție inteligența și serviciile intelectuale (consiliere, concepție, elaborare etc.) unei persoane, unei instituții, unei autorități, pentru foloase direct materiale și fără un atașament ideologic/sufletesc real față de cel/cea căruia/căreia te "vinzi".[4]

- Prostituția intelectuală este abaterea mentală și comportamentală acuzând degenerescența cronică a spiritului prin alterarea intelectului, în condițiile impunerii violente a stării delictului de opinie, a controlului absolut asupra bunurilor și mijloacelor materiale private, ori a confiscării totale a acestora în favoarea unui individ numit „tiran” sau a unor abstracțiuni numite „stat”, „colectiv”, „clasă”. (Mihai Gramatopol)[5]

- Ce poate oare însemna să te prostituezi intelectual ? Să fie oare lipsa de interes pentru activitatea zilnică pe care o depui, din obligație, din respect, din politețe ?  Frica de a spune ceea ce gândești ? Sau poate înverșunarea cu care continui lectura unei cărți prost traduse ? Ar putea fi chiar și politețea cu care accepți o conversație plictisitoare. Din timiditate, din prea multă bună creștere, de frică, din respect. Discuțiile fără cap și coadă din autobuz, bârfele vecinei din față, soapul de la TV, manelizarea forțată …[6]

- De ani de zile, Premiile Uniunii Scriitorilor din România (USR) au devenit un act de prostituție intelectuală de cea mai joasă speță. Un grup de scriitori a acaparat această instituție și, mai ales de când Nicolae Manolescu a devenit președintele USR, toată activitatea celor din conducere s-a transformat într-un adevărat bordel literar, în care s-au susținut între ei, s-au lăudat între ei, și-au dat premii între ei, lăsând câte o ciozvârtă doar pentru susținătorii lor, mulțumiți că sunt acceptați pe la câte o revistă ca redactori. Un statut privilegiat au avut soțiile lor, amantele și amanții lor.[7]